# Ударение в нижнелужицком языке

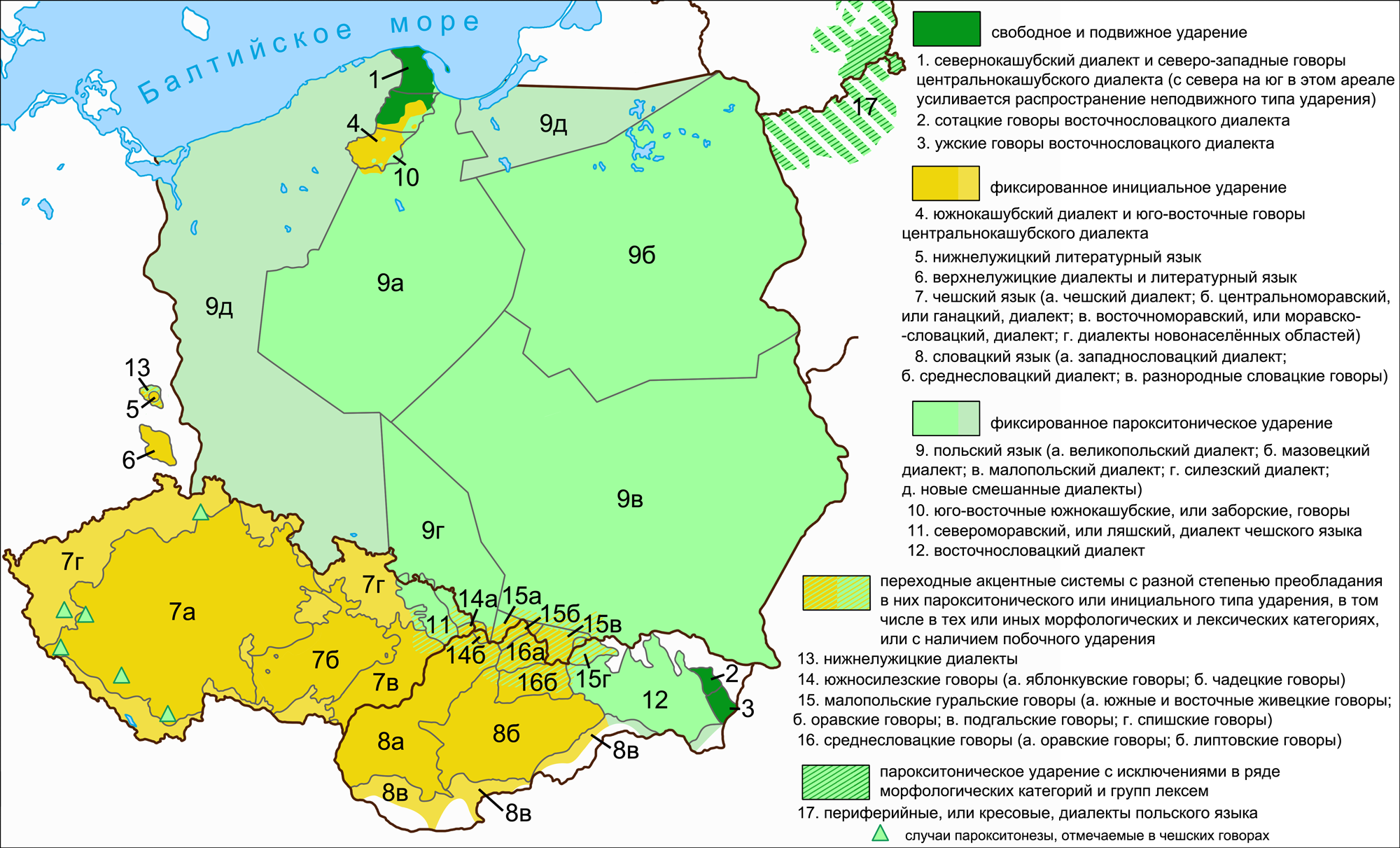
Тип ударения в нижнелужицком языке на карте акцентных систем западнославянского ареала

Ударе́ние в нижнелу́жицком языке́ (н.-луж. akcent) — одна из основных просодических характеристик нижнелужицкой фонологической системы, выполняющая роль выделения в речевом потоке той или иной языковой единицы. Реализуется при помощи повышения силы/интенсивности произношения ударной гласной, из-за чего характеризуется как динамическое (или силовое, экспираторное). В слове и тактовой группе закрепляется за одним слогом от края словоформы, что определяет его как фиксированное: в литературной норме нижнелужицкого языка и в периферийных диалектах ударение закреплено преимущественно за первым слогом (инициальное ударение), в центральных диалектах — преимущественно за предпоследним слогом (парокситоническое ударение). Помимо кульминативной функции ударение в нижнелужицком языке выполняет делимитативную (разграничительную) функцию, отмечающую границы слов. Смыслоразличительная функция акцентной системе нижнелужицкого языка не свойственна (как и акцентным системам других языков с фиксированным ударением).

## Характеристика

### Фонетический компонент
Основной фонетический компонент ударения в нижнелужицком языке (сила/интенсивность произношения ударной гласной) проявляется слабее, чем в верхнелужицком, и, соответственно, в меньшей степени в нижнелужицком, прежде всего, в его литературной норме проявляется редукция безударных гласных: *pivьnica > pinca «подвал» — в верхнелужицком, но *pivьnica > piwnica — в нижнелужицком. В диалектах степень интенсивности динамического ударения выражена по-разному. Так, например, по силе ударения котбусские нижнелужицкие диалекты, западный и восточный, противопоставляются роговскому (губинскому) диалекту и периферийным диалектам, в частности, среднепограничному — в котбусских диалектах ударная гласная на фоне безударных выделяется слабо, а в роговском и периферийных ударная гласная более чётко противопоставлена остальным гласным. Особый компонент ударения в говорах слепянского диалекта был выделен А. Шредером — по его данным, интенсивность ударения в этих говорах сопровождается изменением музыкальной интонации.

### Структурный тип

#### В литературном языке
Фиксация ударения в нижненелужицком литературном языке производится главным образом на первом слоге. В словах с четырьмя и более слогами появляется второстепенное (побочное) ударение, которое падает на предпоследний слог: ˈspiwaˌjucy «поющий». В сложных словах второстепенное ударение падает на первый слог второго члена слова: ˈdolnoˌserbski «нижнелужицкий». В части заимствованных слов ударение может ставиться на тот же слог, на который его принято ставить в языке-источнике: sepˈtember «сентябрь», preˈzidium «президиум». Второстепенное ударение в нижнелужицком языке, почти всегда падающее на предпоследний слог, является несколько более выраженным, чем в верхнелужицком. И, наоборот, гласная основного ударного слога в нижнелужицком произносится менее интенсивно, чем в верхнелужицком. Такая акцентуация, по мнению Дж. Стоуна, может производить впечатление, что основное ударение в нижнелужицком языке ставится на предпоследний слог.

#### В диалектах
В отличие от диалектов верхнелужицкого ареала, в которых распространено исключительно инициальное ударение, в диалектах нижнелужицкой языковой территории широко представлено парокситоническое ударение. В словах с двумя слогами ударение во всех диалектах всегда падает на первый слог, который также является и предпоследним. В многосложных словах ударение в одной части диалектов ставится преимущественно на первом слоге, в другой части диалектов — в основном на предпоследнем слоге.
В западном и восточном котбусских диалектах, в западном и восточном пайцских диалектах, а также в шпреевальдском и роговском (губинском) диалектах ударение в словах с тремя и более слогами падает преимущественно на предпоследний слог, в том числе при изменении формы слова и при словообразовании, например, в говоре села Грожище (Грётч): sɛˈḱera «топор», ruˈbaḱi «лесорубы», ˈṕiśe «питьё» — naˈṕity «пьяный», ˈmɛcny «сильный» — mɛcˈńeɪ̯šy «сильнейший», ˈtvarc «плотник» — tvarcˈoɪ̯sḱi «плотницкий». Между тем ударение в этих диалектах в ряде случаев может падать и на первый слог, в том числе и в диалекте села Рогов, акцентный тип которого З. Штибер охарактеризовал как последовательно парокситонический. На первый слог ударение в роговском диалекте падает, например, в таких формах, как zv́eˈŕeśim «зверем», ˈfutrowaś «кормить (скот)», ˈnapowaś «поить (скот)», а также во всех формах имён прилагательных с суффиксом -ow: ˈpuckou̯y «терновый», ˈrotnowy «воротный». Смещаться на первый слог ударение в центральных нижнелужицких диалектах может и в фонетических словах, например, в говоре села Мост (Хайнерсбрюк): ˈna pśezu «на супрядки», ˈza blidom и za ˈblidom «за столом». В словах с четырьмя и более слогами на первом слоге может появляться второстепенное ударение: ˌpśeśćeˈrali «стелили лён», ˌnavɛˈžɛńa «жених». В целом соотношение форм с инициальным и парокситоническим ударением в многосложных словах в рассматриваемом диалектном регионе может варьировать как по отдельным диалектам, так и по отдельным говорам в пределах диалекта (по говорам возможно даже преобладание инициального типа ударения над парокситоническим). В некоторых говорах тот или иной тип ударения может выделять определённый словообразовательный тип или грамматические формы, например, в говоре села Мост ударение всегда парокситоническое у имён существительных женского рода с суффиксом -ic, у отглагольных существительных среднего рода, у глаголов на -owaś и т. д.: pšɛˈńica «пшеница», gŕiˈmańe «гром, гроза», zagraˈbowaś «сгребать». Помимо нижнелужицких диалектов центральной группы парокситонический тип ударения характерен также для восточной периферии переходной диалектной территории, в частности, для мужаковского диалекта. Смещение ударения с предпоследнего слога в мужаковском отмечается только в некоторых грамматических формах и немецких заимствованиях.
В среднепограничном диалекте, который чаще всего относят к диалектам переходной группы, но который примыкает к нижнелужицкой территории, ударение в словах с тремя и более слогами падает преимущественно на первый слог, в том числе при изменении числа слогов при словообразовании или формообразовании, например, в говоре села Парцов: ˈpaŕić «парить», ˈnapaŕić «напарить», ˈnapaŕiwać «напаривать». Ударение смещается с первого слога на другие в редких случаях — в заимствованиях, в формах прилагательных превосходной степени, в сложных словах с корнем pou̯- (< poł): toˈmata «томат», naɪ̯žˈbôlʼei «больше всего», pou̯ˈlʼista «полписьма». Ударение на пенультиме в словах, не относящихся к указанным группам, встречается редко и почти всегда наряду с ударением на первом слоге в тех же формах в одном и том же говоре: moˈžomy и ˈmožomy «можем». В некоторых говорах среднепограничного диалекта, как, например, в говоре села Терпе, доля слов с тремя и более слогами, имеющими парокситоническое ударение, может быть довольно значительной.
Особый тип ударения отмечают в восточнопограничном (слепянском) диалекте, который входит в переходную диалектную область. Согласно сведениям А. Шредера, ударение в слепянском может падать не только на первый и предпоследний слоги, но и на последний, а в словах с четырьмя и более слогами — на второй слог от начала слова. На любой слог в слове может падать также второстепенное ударение. Вместе с тем ударение может менять свою позицию в одной и той же словоформе: šycˈko и ˈšycko «всё». В ряде случаев ударение привязано к одной и той же морфеме в разных словоформах, но может и перемещаться при изменении словоформ: ˈpalʼenc «водка» — paˈlʼenca «водки». Поскольку ударение в слепянском не подпадает ни под категорию свободного, ни под категорию фиксированного А. Шредер назвал слепянский диалект «свободным от ударения».

## История
В процессе исторического развития акцентная система нижнелужицкого языка изменилась от системы со свободным и подвижным ударением музыкального типа, которая была характерна для лужицких диалектов праславянского языка, до системы с фиксированным инициальным и парокситоническим ударением динамического типа, присущей современному языку (включая его литературную норму и диалекты). О древнем состоянии акцентной системы пралужицких диалектов в нынешнем нижнелужицком языке напоминает распределение гласных в начальных группах raT, laT, roT, loT. Праславянские группы *orT, *olT в начале слова под акутовой интонацией изменились в raT, laT (radlo «соха, рало», ramje «плечо»), а под циркумфлексной и новоакутовой — в roT, loT (rowny «ровный», łokś «локоть»). В отличие от верхнелужицкого языка, в котором следы старой акцентуации сохраняются также в группах TroT, TloT, TreT, TleT, TróT, TlóT, TrěT, TlěT, в нижнелужицком старые рефлексы в значительной степени скрыты более поздними фонетическими процессами. Так, например верхнелужицкое различие гласных ó (в слогах с бывшим акутом) и o (в слогах с циркумфлексом) в группах *TorT, *TolT скрыто в нижнелужицком переходом ó > o, e, y (по диалектам): droga (в.-луж. dróha) «дорога» — wrota (в.-луж. wrota) «ворота»; błoto (в.-луж. błóto) «грязь, болото» — głowa (в.-луж. hłowa) «голова». Верхнелужицкое различие гласных ě (в слогах с бывшим акутом) и e (в слогах с циркумфлексом) в группах *TerT, *TelT скрыто в нижнелужицком переходом e > a после мягких согласных перед твёрдыми: brjaza (в.-луж. brěza) «берёза» — drjewo (в.-луж. drjewo) «древесина»; mlaś (в.-луж. młěć) «молоть» — wlac (в.-луж. wlec) «волочить».
По данным Г. Шааршмидта, ударение со свободной структурой, свойственное пралужицким диалектам, изначально одинаково изменилось в фиксированное инициальное ударение как на будущей нижнелужицкой, так и на будущей верхнелужицкой языковых территориях. Формирование нового типа ударения произошло после падения редуцированных, вероятнее всего, не ранее XII века и не позднее XIV века. Для установившегося по всей пралужицкой языковой области инициального ударения была характерна умеренная интенсивность произношения ударной гласной первого слога. При этом в словах с тремя и более слогами отмечалось сравнительно выраженное дополнительное побочное ударение на предпоследний слог. С XIV века побочное ударение постепенно стало изменяться в основное на большей части нижнелужицкого ареала и в восточных переходных диалектах. Некоторые из признаков фонологической системы нижнелужицкого языка позволяют предположить, что в XIV веке парокситоническое ударение в части нижнелужицких диалектов уже сложилось, что исключает влияние на этот процесс акцентной системы польского языка, в котором парокситоническое ударение стало формироваться только с XV века. На самостоятельный характер изменения акцентной системы нижнелужицкого языка указывает, в частности, отсутствие редукции гласных в предпоследнем слоге, которая известна соседним западнославянским языкам, например, в слове wjeliki «большой» — в.-луж. wulki, пол. wielki, чеш. velký. Парокситонический тип ударения в наиболее последовательной форме сложился в восточной части нижнелужицкой языковой территории и в восточных переходных диалектах, менее последовательно парокситонический тип (с сохранением элементов инициального ударения) распространился в центральных нижнелужицких диалектах. В средней и западной части ареала переходных диалектов, как и на верхнелужицкой языковой территории, сохранилось инициальное ударение, в котором практически полностью исключается возможность ударения на другой слог, кроме первого, и наблюдается высокая интенсивность произношения ударной гласной. Под влиянием верхнелужицкого литературного языка как более престижной языковой формы, отмечавшегося с конца XIX века и на протяжении всего XX века, интенсивность произношения гласной первого слога стала выше и в нижнелужицком литературном языке.